# Mirador de la Mémoire
Le Mirador de la Mémoire est un monument situé dans la localité de El Torno, Cáceres (Espagne), dans la Vallée du Jerte. L'ensemble sculptural, consacré à la mémoire des victimes de la Guerre civile espagnole, est l'oeuvre de Francisco Cedenilla Carrasco et a été inauguré en 2009.

## Emplacement
Le monument se trouve sur le Mirador du Silence, un belvédère dans la Vallée du Jerte, sur un côté de la route CC-51, qui relie la N-110 à El Torno, localité située à 2 km de distance.

## Description et histoire
À la suite de la promulgation de la Loi sur la mémoire historique, l'Association Locale de jeunes de la Vallée du Jerte, qui avait organisé pendant plusieurs années des journées sur la Mémoire Historique, a commandé au sculpteur Francisco Cedenilla Carrasco l'ensemble qui représente quatre sculptures grandeur nature de trois hommes et une femme, tous nus. L'association a réalisé une recherche pour trouver l'emplacement des sculptures et a écrit pour cela aux onze mairies de la vallée, ne recevant que deux réponses. C'est ainsi que le monument a été installé sur le Mirador du Silence, de la commune de El Torno, où les personnages regardent vers la falaise et la Sierra de Tormantos.
Quelques jours après son inauguration, le 24 janvier 2009, le monument a été l'objet de tirs. L'auteur a déclaré que les impacts de projectiles visibles sur les sculptures complétaient son oeuvre, et qu'il ne fallait donc pas les réparer.
En ce lieu sont célébrés divers actes en mémoire des victimes de la guerre civile et du franquisme. L'une de ces célébrations, le jour du guérillero, a lieu chaque premier dimanche d'octobre en souvenir des guérilleros qui ont défendu les montagnes de la Vallée du Jerte,.
Le monument est connu du public depuis qu'il est apparu dans le film Le silence d'autrui de 2018, couronné du prix Goya au meilleur documentaire,,.